# Sukoharjo I
Sukoharjo I is een bestuurslaag in het regentschap Pringsewu van de provincie Lampung, Indonesië. Sukoharjo I telt 4314 inwoners (volkstelling 2010).